# Karaköy
Karaköy, también conocido como Gálata, es un barrio del distrito de Beyoğlu, en Estambul, Turquía. Se encuentra en la orilla norte del Cuerno de Oro, separada de la península histórica de la antigua Constantinopla. Hay varios puentes que cruzan el Cuerno de Oro, entre ellos el de Gálata. Gálata fue una colonia de la República de Génova entre 1273 y 1453. La famosa Torre de Gálata fue construida por los genoveses en 1348 en la parte más septentrional y elevada de la ciudadela.

## Etimología
Existen diversas teorías respecto al origen del nombre Galata. Según los italianos, el nombre proviene de Calata (que significa «cuesta abajo»), ya que se encuentra en pendiente hacia el mar desde una colina. Los griegos creen que el nombre proviene de Galaktos (que significa «leche»), ya que los pastores utilizaban la zona durante la Edad Media, o de la palabra Galat (que significa «celta»), ya que se creía que la tribu celta de los Gálatas acamparon aquí durante el periodo helenístico antes de asentarse en Galacia, en Anatolia central.
El nombre actual del barrio, Karaköy, literalmente significa "pueblo negro" en idioma turco. Existen teorías sobre su procedencia de los judíos turcos Karai de Crimea asentados en Estambul durante el Imperio Otomano.

## Historia

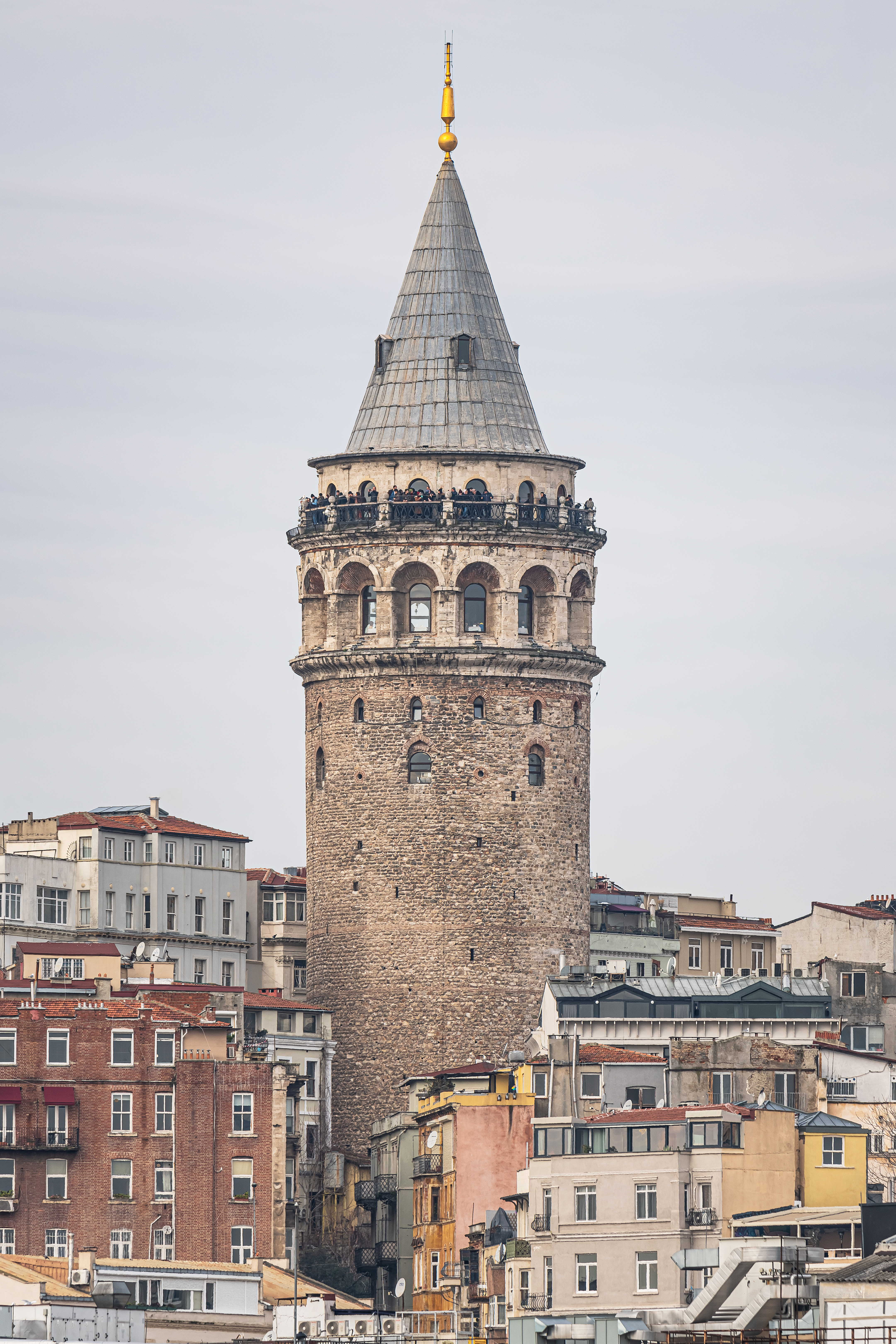
La Torre de Gálata fue construida en 1348 en la parte más alta de la ciudadela genovesa.

En la época bizantina, Gálata tuvo gran importancia debido a la antigua torre de Gálata (Megalos Pyrgos), desde donde se podía levantar una cadena durante las épocas de guerra para bloquear la entrada al Cuerno de Oro.
Dicha torre fue destruida durante la Cuarta Cruzada en 1204, aunque los genoveses construyeron la actual en un lugar cercano, a la que llamaron torre de Cristo (Christea Turris).
Desde 1273 formaba parte de la colonia genovesa de Pera hasta el 20 de mayo de 1453, cuando los turcos otomanos la conquistaron en el Sitio de Constantinopla.

## Lugares de interés histórico
Las ruinas del palacio del genovés Montano de Marinis, conocido como Palazzo del Comune durante la época genovesa y construido en 1314, se encuentran en una estrecha calle tras la conocida Bankalar Caddesi, centro financiero del Imperio otomano, con varios edificios de la época turca, incluida la sede del Banco Central. Parte de la decoración de la fachada del palacio genovés se utilizaron para adornar los edificios de los bancos del siglo XIX.
Otro edificio famoso de Gálata es la iglesia de San Pablo (1233), construida por sacerdotes dominicos durante el Imperio Latino de Constantinopla de  (1204-1261). Actualmente, el edificio es la Arap Camii (mezquita de Arap), ya que el sultán Bayezid II se lo dio a los Moros que, huyendo de la Inquisición española, llegaron a Estambul.[cita requerida]
En la actualidad, Gálata es un barrio del distrito de Beyoğlu en Estambul y se conoce como Karaköy.
Galatasaray S.K., uno de los clubes deportivos más conocidos de Turquía, toma su nombre del barrio.[cita requerida] Se fundó en 1905, en el Galatasaray Lisesi (Instituto Galatasaray), antiguamente conocido como Mekteb-i Sultani (Escuela Real).